# Læsø Museum
Læsø Museum er et statsankerkendt kulturhistorisk museum, oprettet 22. april 1938, der ligger på Læsø i Kattegat. Museet består af fem afdelinger: Museumsgården, Museumshuset, kutteren FN162 Ellen, Hedvigs hus samt Lokalhistorisk arkiv.